# Белатрикс
Белатрикс (γ Orionis; Гама от Орион) е третата най-ярка звезда в съзвездието Орион (след Бетелгейзе и Ригел). Има видима звездна величина 1,6 и е 25-ата най-ярка звезда в нощното небе.
Традиционното наименование на звездата произлиза от латинското bellatrix, което означава „жена воин“.

## Физически характеристики
Белатрикс има 8,6 пъти по-голяма маса от слънчевата. Възрастта ѝ е приблизително 25 милиона години, което е достатъчно за звезда с такава маса да е изразходила водорода в ядрото си и да е започнала да излиза от главната последователност, започвайки да се превръща в гигантска звезда. Ефективната температура на външния слой на звездата е 22 000 K, което е значително повече от слънчевата температура от 5778 K. Именно високата температура придава на звездата синьо-бял оттенък. Измереният ъглов диаметър на звездата е 0,72 ± 0,04 милиарксекунди. При приблизително разстояние от 250 светлинни години (77 парсека), това дава размер около шест пъти по-голям от слънчевия.
Към момента не са открити придружаващи обекти около Белатрикс.